# Gustaf Magnusson (konstnär)

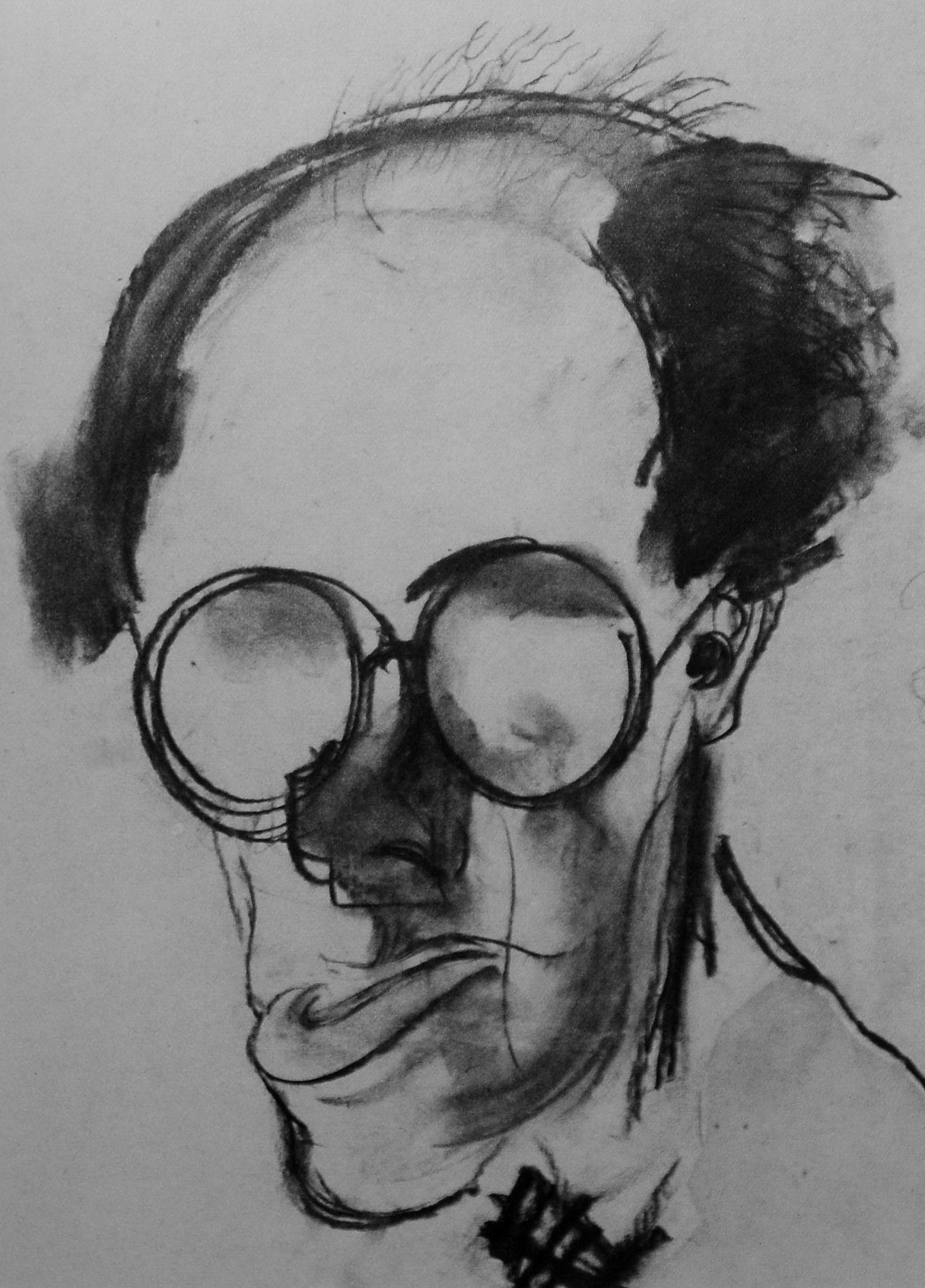
Karikatyrteckning av Gustaf Magnusson, teckningen är utförd av konstnären John Jon-And.

Gustaf Magnusson, född 27 april 1890 i Stockholm, död 19 oktober 1957 i Stockholm, var en svensk målare och grafiker.
Magnusson var elev vid konsthögskolan 1908–1914 och företog 1920–1922 en studieresa till Tyskland och Italien. Både som målare och grafiker företrädde Magnusson en försynt realism med fin känsla för dekorativ form. Han har utfört flera monumentalmålningar och fullbordade bland annat Carl Larssons Midvinterblot. Bland Magnussons porträtt märks sådana av prins Eugen och Gustav VI Adolf. Magnusson är representerad vid Nationalmuseum med ett porträtt av Jacob Ängman, Moderna museet och Kalmar konstmuseum. År 1931 gav han ut romanen En konstnärs väg och 1949 kom boken Utkantsgrabb. Magnusson är begravd på Sandsborgskyrkogården i Stockholm.